# Pirojpur
Pirojpur este un oraș din Bangladesh.